# James Gates Percival
Pour les articles homonymes, voir Percival.
James Gates Percival, né le 15 septembre 1795 à Berlin dans le Connecticut et mort le 22 mai 1856 à Hazel Green dans le Wisconsin, est un poète, philologue et géologue américain.

## Biographie
James Gates Percival naît le 15 septembre 1795 dans la paroisse de Kensington, à Berlin dans le Connecticut. Son père, James Percival, est médecin.
Diplômé de Yale en 1815, il obtient le titre de docteur en médecine en 1820 et commence à exercer à Berlin. Il écrit des vers pour le Microscope, un journal bihebdomadaire, fondé à New Haven en 1820. C'est dans ce journal qu'apparaît son poème le plus connu, The Suicide, qui reflète sa mélancolie chronique, due sans doute à une mauvaise santé ; il a été commencé en 1816 et terminé en 1820, après qu'il a effectivement attenté deux fois à sa vie. En 1823, James Gates Percival devient rédacteur du Connecticut Herald à New Haven, et en 1824, il est tour à tour assistant-chirurgien et chargé de cours de chimie à West Point, et inspecteur des recrues à l'arsenal maritime de Charlestown (Mass.). Il prépare (1826-1831) une édition anglaise de la Géographie de Malte-Brun (publiée en 1834) ; et en 1827-1829, il lit les manuscrits et les épreuves du Webster's Dictionary, en accordant une attention particulière aux mots scientifiques. En 1835-1840, avec le professeur Charles U. Shepard (1804-1886), il réalise une étude géologique du Connecticut ; son Report (1842) témoigne d'un grand savoir et d'une recherche patiente. En 1854, il devient géologue d'État du Wisconsin et, en 1855, il publie un volume de son Report ; le second est presque terminé au moment de sa mort, le 22 mai 1856  à Hazel Green dans le Wisconsin.